# Murina cineracea
Murina cineracea és una espècie de ratpenat de la família dels vespertiliònids. Viu al Pakistan, el nord de l'Índia, Myanmar, Tailàndia, Laos i el Vietnam. El nom específic, cineracea, es refereix al color gris cendrós de l'animal.
Aquest ratpenat és prou petit per cabre en una mà, Pesa 4-5,5 g. A data de 2013, encara no se sap gaire cosa sobre els vespertiliònids i la seva ecologia, i se sospita que encara queden moltes espècies d'aquest grup per descobrir.